# James Heilman
Pour les articles homonymes, voir Heilman.
 (janvier 2019).
Si vous disposez d'ouvrages ou d'articles de référence ou si vous connaissez des sites web de qualité traitant du thème abordé ici, merci de compléter l'article en donnant les références utiles à sa vérifiabilité et en les liant à la section « Notes et références ».
James M. « Doc James » Heilman, né en 1979 ou 1980, est un médecin d'urgence canadien.
Wikipédien et contributeur actif, il s'est engagé dans l'amélioration du contenu lié à la santé sur Wikipédia. Il est le président de Wikimedia Canada entre 2010 et 2013.
Entre juin et décembre 2015, il est membre du conseil d'administration de la Wikimedia Foundation. Il a été réélu en mai 2017.
Heilman est professeur de médecine d'urgence à l'université de la Colombie-Britannique et urgentiste à l'hôpital régional du district régional d'East Kootenay, en Colombie-Britannique.